# Arbatskaja (metrostation Moskou, Filjovskaja-lijn)
Arbatskaja (Russisch: Арбатская) is een station op de Filjovskaja-lijn van de Moskouse metro. Het station is op 15 mei 1935 geopend als een onderdeel van de westelijke tak van de eerste metrolijn. Het station ondergronds is een standaard station dat op meerdere plaatsen is toegepast. Bovengronds heeft het station een zeer karakteristiek toegangsgebouw in de vorm van een rode ster. Het station ligt op de plaats waar de metro de voormalige stadsgracht kruist aan het oostelijke uiteinde van de winkelstraat Arbat. Het gelijknamige station aan de Arbatsko-Pokrovskaja-lijn ligt op een andere plaats en maakt deel uit van het metrocomplex bij Aleksandrovski Sad.

## Galerij

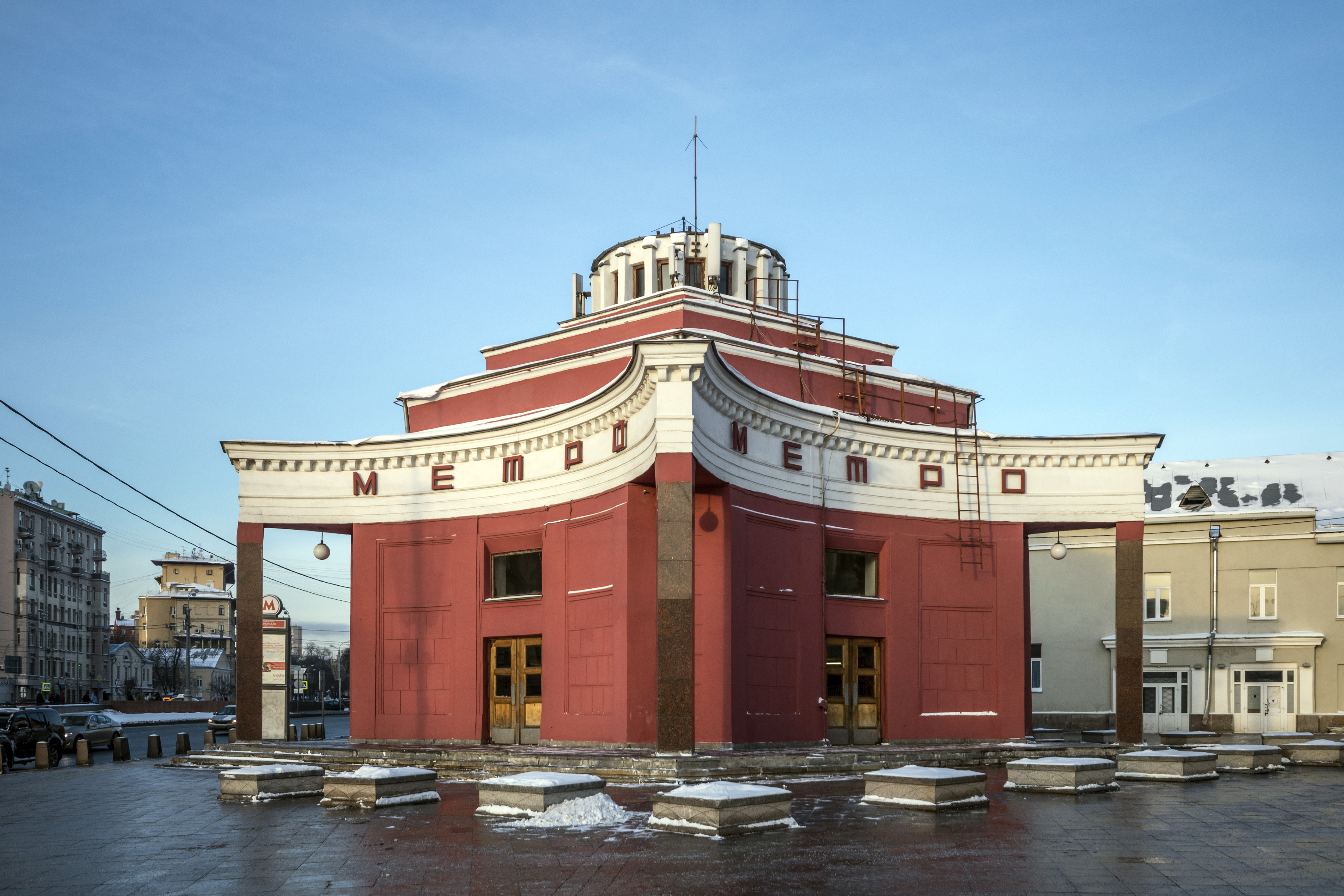
Het toegangsgebouw